# Поворот российской политики на восток
Поворот России на Восток — изменение внешнеполитической стратегии Российской Федерации в начале XXI века, связанное с частичной внешнеэкономической переориентацией на страны Азии.
Целями поворота являются: занятие должного экономического и политического места в Азиатско-Тихоокеанском регионе, улучшение сбалансированности внешней торговли, чрезмерно ориентированной на Европу, и, с 2014 года, ослабление эффекта экономических санкций. Поворот предполагает отказ России от безуспешных попыток интеграции в евроатлантическую систему (которые начались после окончания Холодной войны), предпочтение связей с «не-Западом» и включает как развитие российского Дальнего Востока, так и кооперацию со странами Азии.

## Контекст
Попытки российского развития в азиатском направлении не новы. М. С. Горбачёв в 1986 году провозгласил этот приоритет в своей речи во Владивостоке, но, как и более ранние заявления Л. И. Брежнева, тезис не был подкреплён конкретными усилиями. Осознание необходимости баланса сил против гегемона (США) связано с именем Е. М. Примакова и пришло в середине 1990-х, когда Россия обнаружила, что интересы её безопасности Западом просто игнорируются. После разрушения СССР Россия была крайне слаба, но быстрый экономический рост (к 2013 году ВВП со времён Примакова увеличился в 11 раз, военные расходы — в 14 раз) позволил России уже в 2007 году возвысить голос против «аморального» однополярного мира (см. Мюнхенская речь Путина). Тогда же продолжились усилия по развитию Дальнего Востока (федеральные целевые программы, встреча АТЭС 2012 года, создание Минвостокразвития). 
Ухудшение отношений с Западом ускорило эти процессы, а санкции зачастую рассматриваются как необходимое подспорье для давно назревшего преобразования России в евразийскую державу . Дебаты — и критика правительства — в политическом и экспертном сообществах концентрируются на путях и средствах поворота; по поводу его необходимости споров нет, многие считают, что российские проблемы нельзя решить на Западе. Санкции облегчили правительству и работу с общественностью: движение на восток воспринимается как закономерное, а попытки сотрудничать с Западом — как признак слабости. Одновременно резко возросло восприятие Китая как дружественной страны.
Идеологическое обеспечение поворота поставляет неоевразийство, наиболее радикальными представителями которого являются А. Г. Дугин и Г. А. Зюганов. Сборники Валдайского клуба «К Великому океану» представляют поворот не как просто политический выбор, но как новую большую стратегию «пробуждения» России. А. Королёв выделяет также работы Т. В. Бордачева и А. В. Лукина.
За исключением правящей Единой России, все крупные политические партии занимают анти-американские позиции; это отсутствие прозападной оппозиции также облегчает поворот.

## Направления
Главным партнёром при повороте оказывается Китай, кооперация с которым идёт во многих областях: энергетической, промышленной, финансовой, военной. При этом Россия пытается сбалансировать отношения с Китаем путём укрепления сотрудничества с Южной Кореей, Северной Кореей и, по возможности, с Японией (сближению которой с Россией мешает тесный союз с США).